# Colonia Plan de la Cruz
Colonia Plan de la Cruz är en ort i Mexiko.   Den ligger i kommunen Coatepec och delstaten Veracruz, i den sydöstra delen av landet, 230 km öster om huvudstaden Mexico City. Colonia Plan de la Cruz ligger 1 350 meter över havet och antalet invånare är 253.
Terrängen runt Colonia Plan de la Cruz är huvudsakligen kuperad, men den allra närmaste omgivningen är platt. Runt Colonia Plan de la Cruz är det tätbefolkat, med 331 invånare per kvadratkilometer. Närmaste större samhälle är Xalapa, 4,0 km nordost om Colonia Plan de la Cruz. I omgivningarna runt Colonia Plan de la Cruz växer huvudsakligen savannskog.